# 劣後債
劣後債（れつごさい、subordinated bond）とは、一般債権者よりも債務弁済が後回しになる社債のこと。

## 概要
劣後債は、償還や発行体の解散または破綻時に他の債務への弁済をした後の余剰資産により弁済される債券である。このため、普通の債券による資金よりは株式発行などにより得られる自己資本に近い性格の資金となる。そのため、通常は同じ会社が発行する普通の債券よりも高い金利が設定される。購入者の立場からは、普通の債権よりもリスクが高まる代わりに、リターンも高くなる金融商品である。

## メリットとデメリット
発行体のメリット
自己資本増強を図れることに加え、株式ではないので購入側からの経営関与度が小さい。
株式(優先株)に比べて資本コストが低い。なぜなら優先株よりも低コストであることに加え、株式配当の原資が税引き後利益であるのに対して、債券の利払いは支払い費(経費)として認められているためである。
普通株式に転換される可能性がないので、1株利益希薄化を避けることができる。
格付上、一部自己資本算入されることが多く、早期償還などのオプションをつけることができる。
発行体のデメリット
金利負担が高くつく。
金融機関では広義の自己資本としか認められない。
購入者のメリット
普通の債券よりも高い金利を得ることが出来る。
購入者のデメリット
弁済順位が低いため、満額の弁済を受けることが出来なくなる可能性がある。

## 優先株式との違い
劣後債が、普通の債券には劣後するが普通株式および優先株式に先んじて弁済されるということは、無議決権の優先株式と同様に普通株式と普通債券の中間的性格を有するということである。このことから、優先株式や劣後債による資金調達はメザニンファイナンスと呼ばれる。
中には、償還期日が無く、発行体が存続する限り利息のみが払われ続ける永久債と組み合わされた永久劣後債という、より優先株に近い存在もある。これらは国際決済銀行の自己資本比率規制(BIS規制)との関わりで銀行により基準を満たすために発行されることがある。
確実性の順位は
担保付債券 > 普通債券 > 劣後債券 > 永久劣後債 > 優先株 > 普通株
となる。
しかし、優先株式は株式であるため無配となっても債務不履行とはみなされないのに対し、劣後債は債務であるため利払いの停止は債務不履行とみなされる点が異なる。また、会計学上や法人税法上の扱いも損金・経費扱いとなる。会社更生法や民事再生法が適用された際は普通債券よりも弁済順位が低いため、弁済される可能性はかなり低いと考えてよい。
ただ、世界的な流れとして、発行体が政府管理下におかれた場合においては、優先株や普通株は株主責任を追及され保護されないが、金融市場への影響を考え、劣後ローンや劣後債は保護されることが多い。
これに対し、発行体が政府管理下に置かれた際に自動的に毀損する条項をつけた劣後債のみが自己資本比率に計上することができるようになったほか、金融危機時システミック・リスクの理由で救済されがちな巨大銀行・証券持株会社(グローバルなシステム上重要な銀行)は公的資金を使う代わりに当局の決定により毀損すると明示された劣後性を持った債券、TLAC債（総損失吸収力債、Total Loss-Absorbing Capacity債)を発行することが求められている。これは劣後債ではないシニア債であるが、救済時に当局が設立する承継会社に承継されず清算される銀行持株会社に残され、通常の順位で弁済が行われる(構造劣後)ことにより損失を吸収する。